# Роузланд (Луизијана)
Роузланд (енгл. Roseland) град је у америчкој савезној држави Луизијана.

## Демографија
По попису из 2010. године број становника је 1.123, што је 39 (-3,4%) становника мање него 2000. године.
| Група             | 2000.       | 2010.       |
| Белци             | 394 (33,9%) | 357 (31,8%) |
| Афроамериканци    | 755 (65,0%) | 742 (66,1%) |
| Азијати           | 0 (0,0%)    | 2 (0,2%)    |
| Хиспаноамериканци | 16 (1,4%)   | 12 (1,1%)   |
| Укупно            | 1.162       | 1.123       |